# Теофил Петрановић
Богољуб (Теофил) Петрановић (1830-1887) био је српски православни свештеник и учитељ.

## Биографија
Рођен је у Дрнишу 1830, а умро у Шибенику 1887. године. Завршио је богословију у Задру, и рукоположен за презвитера, 1852. У току десетогодишњег службовања у Далмацији Петрановић се показао као вредан учитељ и организатор српске школа. Основао је школе при манастиру Прасквица у Паштровићима и на Косову, да би потом био наименован за старешину манастира Савине у Боки и ректора калуђерске школе.
1862. године је преузео место учитеља Српске школе у Сарајеву. Петрановић је у Сарајеву био на челу одбора који је имао циљ да се искорјењује погрдни назив Власи, а да се популарише име Србин. Борба против грчких владика била је важна област Петрановић политичког рада у Босни. Кроз наставу историје у Српској школи потенцирао је непријатељске потезе Цариградске патријаршије према српском цркви, уједно предузимао је и практичне послове у борби против Фанариота у Босни. Турске и фанариотски власти тражиле су згодан повод да се реше Петрановића, али само конкретни докази о антидржавној делатности могли су да протерају аустријског поданика.
Кад је ухваћена 1869. године честитка кнезу Михаилу Обреновићу, којом су сарајевски Срби изразили одушевљење због ослобођења српског градова, паша је имао доказе те је протерао Петрановића. Убрзо после протеривања Петрановић је дошао у Београд и задржао се у српској престоници до новембра 1870. године. За то време постигао је договор с Hамесниство о настављању пропагандног рада у Лици и Далмацији када Петрановић наставља деловање из Дрниша. Српска влада одржавала је везе с Петрановићем све док су постојали изгледи за ослобођење Босне и Херцеговине од Турака. Али кад су Берлинским конгресом ове земље поверене Аустро-Угарској, болесни и исцрпљени презвитер Теофил препуштен је судбини. Умро је 1887. године.